# Andreas August Pretorius
Andreas August(us) greve Pretorius (28. februar 1683, vistnok i Holsten – 24. marts 1762 på sit gods ved Breda) var en dansk officer.
Hans forældre var dansk kaptajn, senere oberstløjtnant Georg Wilhelm Pretorius (død 1702) og Svane von Scholten. Han hørte til en militærslægt, som under Christian V kom til Danmark fra Sachsen, og var født 28. februar 1683, vistnok i Holsten. Hans fader, Georg Wilhelm Pretorius, en udmærket tapper officer, faldt ved stormen på Lüttich 23. oktober 1702 som oberstløjtnant ved 2. bataljon af Prins Carls Regiment. Med samme bataljon deltog sønnen, der 1698 var blevet fænrik, 1703 blev sekondløjtnant og 1707 kaptajnløjtnant, i Den Spanske Arvefølgekrig, indtil han 1709 blev ansat som kaptajn ved et af de samme år fra Ungarn til Danmark hjemvendende regimenter (Schack von Wittenau). Året efter blev han forsat til Fodgarden, gjorde så felttogene i Nordtyskland med, blev såret i slaget ved Gadebusch 1712 og udnævnt til major 1715. Som oberst for 2. akershusiske regiment kom han 1717 til Norge og kom således også til at tage del i slutningen af Den Store Nordiske Krig, hvornæst han 1720 fik et hvervet regiment i Danmark, det senere slesvigske. 1738 blev han kommandør for Fodgarden, 1741 kommandant i Rendsborg og var imidlertid forfremmet til brigader 1730, til generalmajor 1731, til generalløjtnant 1739. Det hvide bånd fik han 1736. Uden at fratræde sine militære stillinger var Pretorius desuden 2 gange, 1733-36 og 1740-41, akkrediteret som gesandt ved hoffet i Berlin, hvor Danmark også tidligere i lang tid havde haft en officer som repræsentant (Bendix Meyer 1714-21, Poul Vendelbo Løvenørn 1722-30).
Under den østrigske arvefølgekrig fik Pretorius tilbud først om at træde i kejserlig, siden i hollandsk tjeneste. Da han tog imod det sidste, måtte han 1742 imod sit ønske forlade den danske hær, eftersom Christian VI stod på Frankrigs side. I Holland blev Pretorius general og chef for et infanteriregiment, 1747 medlem af Det høje Krigsråd, 1748 (efter freden i Aachen) guvernør i Bergen op Zoom, 1759 i Sluis. Han vedligeholdt dog stadig forbindelsen med Danmark og sendte blandt andet en række indberetninger til overkrigssekretæren. 1748 blev Pretorius ophøjet i den danske grevestand. Han døde på sit gods ved Breda 24. marts 1762.
Han blev gift 1. gang 24. november 1713 i Fredericia med komtesse Wilhelmine Frederikke Wedell (6. februar 1697 – 19. februar 1722), datter af lensgreve Wilhelm Frederik Wedell(-Wedellsborg) og 2. hustru. 2. gang ægtede han vistnok en hollandsk dame, der overlevede ham.